# Edvard Brunius
Frithiof Edvard Brunius, född 23 oktober 1905 i Luleå, Norrbottens län, död 3 oktober 2000 i Sankt Görans församling, Stockholm, var en svensk kemist och folkhälsorådgivare. Han var son till Frans Brunius.
Brunius blev filosofie magister 1928, filosofie licentiat 1929 och filosofie doktor 1937. Han utnämndes 1971 till odontologie doktor honoris causa vid Lunds universitet. Han var 1947–1971 professor vid vitaminavdelningen på Statens institut för folkhälsan för vilken han var föreståndare och chef åren 1957–1971. Han invaldes 1954 som ledamot av Ingenjörsvetenskapsakademien.

## Utmärkelser
- Riddare av Nordstjärneorden, 1954.[3]
- Kommendör av Nordstjärneorden, 6 juni 1963.[4]
- Kommendör av första klassen av Nordstjärneorden, 18 november 1971.[5]